# Лісова Гута
Лісова Гута - повість українського письменника Петра Дорошка, написана у 1959-1962 роках. Перший прозовий твір автора.
Події відбуваються в  селі Кулунда на Алтаї та у селі Лісова Гута на Чернігівщині.
Повість вийшла з друку у 1964 р., витримала два перевидання — у 1974 та 1991 рр.

## Персонажіповісті
Антон  - київський студент, родом з Чернігівщини.
Варка - донька Кирила Семибрата, офіціантка у їдальні радгоспу «Степовий» в Кулунді.
Кирило Семибрат - батько Варки, працівник колгоспу.
Стефочка - 17-річна школярка, онука діда Дорошка.
Дорошок - дідусь Стефочки, бакенник на Десні

## Образи, сюжетна лінія
Випадково потрапив сюди студент Антон – допитливий, кмітливий хлопець.
Лісова Гута – мальовниче село над Десною. 
Тут, у Лісовій Гуті, зачаровує хлопця Стефі, сімнадцятирічна онука бакенника... 
Повість «Лісова Гута» пройнята тонким ліризмом, поетичністю.

## Видання твору
- Лісова Гута: Повість. – К. : Молодь, 1964. – 80 с.
- Лісова Гута. Не повтори мою долю. Миколина Антарктида —  К. : Дніпро, 1974 — 444 с.
- Лісова Гута // О. Дорошко. Вибрані твори в 2 томах — Т. 2 — К.: Дніпро, 1991 — С. 5-170.